# Fabio Cudicini
Fabio Cudicini (født 20. oktober 1935 i Trieste, død 8. januar 2025) var en italiensk fodboldspiller (målmand), og far til Carlo Cudicini.
Cudicini tilbragte hele sin karriere i hjemlandet, hvor han fejrede store triumfer med især Roma og Milan, som han repræsenterede i henholdsvis otte og fem sæsoner. Med Milan var han blandt andet med til at vinde et italiensk mesterskab, en Coppa Italia-titel samt Mesterholdenes Europa Cup og Europa Cuppen for Pokalvindere, mens det blev til en sejr i både Coppa Italia og Messeby-turneringen hos Roma. Han er medlem af Milans Hall of fame.
Selvom han regnedes som en af Italiens bedste målmænd i 1960'erne, nåede Cudicini aldrig at repræsentere det italienske landshold, hvor spilletiden i denne periode primært gik til Lorenzo Buffon, Dino Zoff, Giorgio Ghezzi og Enrico Albertosi.
Cudicini bar helt sort spilletøj på banen, hvilket gav ham kælenavnet Il Ragno Nero (den sorte edderkop), samme kælenavn som den sovjetiske målmand Lev Jasjin bar.

## Titler
Serie A
- 1968 med Milan

Coppa Italia
- 1964 med Roma
- 1972 med Milan

Messeby-turneringen
- 1961 med Roma

Pokalvindernes Europa Cup
- 1968 med Milan

Mesterholdenes Europa Cup
- 1969 med Milan

Intercontinental Cup
- 1969 med Milan